# Canton de Toulouse-4
Le canton de Toulouse-4 est une circonscription électorale française de l’arrondissement de Toulouse, situé dans le département de la Haute-Garonne et la région Occitanie.

## Histoire
Le canton de Toulouse-4 a été créé par décret du 16 août 1973 lors du remplacement des cantons de Toulouse-Centre, Toulouse-Nord, Toulouse-Ouest et Toulouse-Sud.
À la suite du redécoupage cantonal de 2014 de la Haute-Garonne, défini par le décret du 13 février 2014, le canton est remanié.

## Représentation

### Représentation de 1973 à 2015
| Période | Période          | Identité              | Étiquette    | Qualité |
| ------- | ---------------- | --------------------- | ------------ | --- |
| 1973    | 1979             | Jean Rossignol        | PS puis UDF  | Directeur de collège |
| 1979    | 1985             | Jacques Roger-Machart | PS           | Ingénieur-économiste Suppléant d'Alain Savary Député (1981 à 1993)                                                             |
| 1985    | 1989 (démission) | Dominique Baudis      | UDF          | Journaliste Député (1988-1994 et 1997-2001) Maire de Toulouse de 1983 à 2001                                                   |
| 1989    | 2004             | Jean-Claude Paix      | UDF puis UMP | Professeur d'EPS Suppléant de Dominique Baudis (1988-1994 et 1997-2002) Député de 1994 à 1997 Conseiller municipal de Toulouse |
| 2004    | 2015             | Jean-Michel Fabre     | PS           | Vétérinaire-consultant Maire-adjoint de Toulouse (2008-2014)                                                                   |

Canton faisant partie de la première circonscription de la Haute-Garonne

### Représentation à partir de 2015
| Période élective | Période élective | Mandat | Mandat   | Identité                         | Nuance | Nuance | Qualité                                                                                                |
| ---------------- | ---------------- | ------ | -------- | -------------------------------- | ------ | ------ | --- |
| 2015             | 2021             | 2015   | 2021     | André Ducap                      |        | LR     | Médecin Conseiller municipal de Toulouse (1977-2008) Ancien conseiller général du Canton de Toulouse-2 |
| 2015             | 2021             | 2015   | 2021     | Jacqueline Winnepenninckx-Kieser |        | MoDem  | Conseillère municipale de Toulouse (2014-2020)                                                         |
| 2021             | 2028             | 2021   | en cours | Inès Goffre Pedrosa              |        | PCF    | Chargée de projets écologiques au sein d'une scop                                                      |
| 2021             | 2028             | 2021   | en cours | Aurélien Taravella               |        | DVG    | Chargé d'études dans les travaux publics, membre de Place publique                                     |

### Résultats détaillés

#### Élections de mars 2015
À l'issue du 1er tour des élections départementales de 2015, deux binômes sont en ballottage : André Ducap et Jacqueline Winnepenninckx-Kieser (Union de la Droite, 35,47 %) et Isabelle Hardy et Serge Soula (PS, 28,7 %). Le taux de participation est de 46,96 % (14 736 votants sur 31 380 inscrits) contre 52,11 % au niveau départemental et 50,17 % au niveau national.
Au second tour, André Ducap et Jacqueline Winnepenninckx-Kieser (Union de la Droite) sont élus avec 51,91 % des suffrages exprimés et un taux de participation de 46,59 % (7 185 voix pour 14 620 votants et 31 380 inscrits).

#### Élections de juin 2021
Le premier tour des élections départementales de 2021 est marqué par un très faible taux de participation (33,26 % au niveau national). Dans le canton de Toulouse-4, ce taux de participation est de 37,34 % (10 878 votants sur 29 134 inscrits) contre 36,67 % au niveau départemental. À l'issue de ce premier tour, deux binômes sont en ballottage : Ines Goffre Pedrosa et Aurélien Taravella (Union à gauche, 28,98 %) et Charles Guillou et Gisèle Verniol (binôme écologiste, 24,52 %).
Le second tour des élections est marqué une nouvelle fois par une abstention massive équivalente au premier tour. Les taux de participation sont de 34,36 % au niveau national, 36,26 % dans le département et 36,01 % dans le canton de Toulouse-4. Ines Goffre Pedrosa et Aurélien Taravella (Union à gauche) sont élus avec 54,45 % des suffrages exprimés (4 629 voix pour 10 492 votants et 29 139 inscrits),,.

## Composition

### Composition de 1973 à 2015
Lors de sa création en 1973, le canton de Toulouse-IV se composait de la portion de territoire de la ville de Toulouse déterminée par l'axe des voies ci-après : pont de Blagnac, une ligne joignant les trois points suivants : extrémité nord de la route de Blagnac, carrefour du chemin de Roques et du chemin des Sept-Deniers, extrémité nord de la rue des Troènes, limite sud de l'usine d'épuration, le canal latéral, chemin de Prat-Long, boulevard Silvio-Trentin, boulevard Pierre-et-Marie-Curie, avenue Frédéric-Estèbe, avenue des Minimes, avenue Honoré-Serres, boulevard Lascrosses, boulevard Armand-Duportal et la Garonne.
Quartiers de Toulouse inclus dans le canton :
- Compans-Caffarelli
- Le Béarnais
- Amidonniers
- Minimes (en partie avec Toulouse 6)
- Sept Deniers

### Composition à partir de 2015
| Nom                              | Code Insee | Intercommunalité   | Superficie (km2) | Population (dernière pop. légale)                 | Densité (hab./km2) | Modifier                                    |
| -------------------------------- | ---------- | ------------------ | ---------------- | ------------------------------------------------- | ------------------ | ------------------------------------------- |
| Toulouse (bureau centralisateur) | 31555      | Toulouse Métropole | 118,30           | Fraction : 51 564 (2022) Commune : 511 684 (2022) | 4 325              | modifier les données · modifier les données |
| Canton de Toulouse-4             | 3118       |                    |                  | 51 564 (2022)                                     |                    | modifier les données                        |

Le nouveau canton de Toulouse-4 comprend la partie de la commune de Toulouse située à l'intérieur d'un périmètre défini par l'axe des voies et limites suivantes : rue de la Colombette, rue Maury, place de Damloup, rue Gabriel-Péri, rue des Sept-Troubadours, boulevard Lazare-Carnot, boulevard de Strasbourg, rue d'Alsace-Lorraine, rue de Metz, place Esquirol, pont Neuf, cours de la Garonne, pont Saint-Michel, boulevard du Maréchal-Juin, boulevard des Récollets, boulevard André-Delacourtie, avenue Paul-Crampel, boulevard Griffoul-Dorval, port Saint-Sauveur, avenue Jean-Rieux, rue Henri-Lanfant, rue Lucien-Cassagne, rue Marancin, rue Travot, avenue Raymond-Naves, avenue Camille-Pujol, avenue Jean-Chaubet, boulevard des Crêtes, impasse de Soupetard, avenue de la Gloire.

## Démographie

### Démographie avant 2015
| 1975 | 1982 | 1990   | 1999   | 2006   | 2011   | 2012   |
| ---- | ---- | ------ | ------ | ------ | ------ | ------ |
| -    | -    | 25 133 | 31 016 | 34 684 | 38 329 | 38 877 |

### Démographie depuis 2015
En 2022, le canton comptait 51 564 habitants, en évolution de −3,63 % par rapport à 2016 (Haute-Garonne : +8,02 %, France hors Mayotte : +2,11 %).
| 2013   | 2018   | 2022   |
| ------ | ------ | ------ |
| 52 322 | 52 802 | 51 564 |